# هجوم فندق مقديشو 2022
هجوم فندق مقديشو 2022 في مساء يوم 19 أغسطس 2022 هاجم مسلحون من حركة الشباب فندق الحياة في مقديشو بالصومال. في البداية انفجرت سيارتان مفخختان، ثم اقتحم مسلحون الفندق وأطلقوا النار على الناس واحتجزوا رهائن. قُتل ما لا يقل عن 21 شخصًا، وأصيب 117 آخرون، خمسة عشر منهم في حالة حرجة.
تعرض مبنى الفندق لأضرار جسيمة خلال تبادل إطلاق النار بين القوات الصومالية والمسلحين، ممّا أدى إلى انهيار أجزاء منه. يعد هذا أكبر هجوم على مقديشو منذ انتخاب الرئيس الصومالي الجديد حسن شيخ محمود في مايو. الفندق كان مكاناً مفضّلاً للقاءات المسؤولين الحكوميين وكان بداخله عشرات الأشخاص عندما اقتحمه مسلّحون.